# Ioan Popp Moldovan
Ioan Popp Moldovan (n. 1774, Principatul Transilvaniei, Monarhia Habsburgică – d. 1869, Austro-Ungaria) a fost primul meșter zugrav din Nicula despre care se știe că s-a așezat lîngă Făgăraș, în satul Galați. Trăind aproape o sută de ani, el a întemeiat o familie și a format mulți pictori de biserici, meșteri iconari pe lemn sau sticlă. Aceștia au dovedit prin lucrările lor că au avut o experiență dobândită prin pasiune, datorată facturii compoziției, stăpânirii formelor anatomice și a modului cum au înfățișat figurile realist compuse, dar desenate corect, cu drapaje din care reiese un studiu autodidact elaborat. În anul 1808, Ioan Popp Moldovan s-a mutat la Făgăraș și în 1818 în Șcheii Brașovului, unde a lucrat până la momentul trecerii în neființă. Unul din urmașii săi a fost pictorul Mișu Popp, pictor de biserici și de șevalet. Mișu Popp a realizat portretul de bătrânețe al tatălui său în trei exemplare, două aflate, astăzi, în două muzee din orașul Brașov și unul la Sibiu.

## Biografie
Familia lui Ioan Popp de Galați a avut unsprezece copii din care nouă au rămas în viață. Aceștia, în ordinea în care s-au născut, au fost:
- Nicolae Popp, care a fost continuatorul profesiunii de zugrav și iconar al tatălui său Ioan Popp;[3]
- Maria Popp, care s-a măritat cu Șerban Șerbănescu și care, a fost probabil preot în Făgăraș. Ea era alintată de familie cu diminutivul Țica mami;[3]
- Catinca Popp, căsătorită cu arhitectul Ștefan Emilian, cel care a devenit ulterior profesor la Universitatea din Iași. Ștefan Emilian a fost cel care a conceput proiectul clădirii Liceului „Andrei Șaguna” din Brașov;[3]
- Elena Popp, care și-a ales ca soț pe Nicolae Enea, comerciant din Brașov;[3]
- Constantin Popp, poleitor și sculptor stabilit în Făgăraș. A fost funcționar în același oraș și după unii ar fi fost chiar primar al orașului;[3]
- Paraschiva Popp, care s-a născut la Brașov în data de 13 aprilie 1920. Ea s-a căsătorit cu fostul preot din Șinca Veche și tribun în legiunile românești ale revoluției din 1848, Nicolae Raicu;[3]
- Eufrosina Popp, născută la Brașov în data de 25 martie 1824. Ea s-a măritat cu Dumitru Cioflec, învățător la Școala primară românească din Brașov:[3]
- Mihail (Mișu) Popp, pictor;[3]
- Ioan Popp, care s-a născut la Brașov în data de 18 mai 1829. El a absolvit Politehnica din Viena și a fost inginer și profesor de matematică la Academia Mihăileană.[3] După înființarea Universității din Iași în anul 1860, Ioan Popp a fost considerat creatorul învățământului matematic de aici.[4]

Se cunosc datele de naștere doar la patru dintre copii lui Ioan Popp și ai Elenei Ivan (n. 1783 – d. 1867), singura lui soție. Aceștia au fost înregistrați la Biserica Sfântul Nicolae din Brașov. În acest registru, Ioan Popp în postura de tată este trecut cu numele Dumnealui Kir Ioniță (1820), Ion Popp zugravu (1824), Ion Popovici, zugravu (1827) sau Kir Ioan Popovici zugrav (1829). Primii cinci copii au fost născuți cel mai probabil în Făgăraș sau Galații din Făgăraș, registrele de evidență din vremea aceea fiind ilizibile. Datele de naștere sunt după calendarul vechi.
Faptul că Ioan Popp apare înregistrat în documente sub diferite nume sau apelative era o obișnuință, deoarece preotul Bisericii Sfântul Nicolae era Simeon Pop sau Popovici și el a completat acele registre din anul 1812 până la moartea sa, registrul în acei ani având același scris olograf. Referitor la numele de adăugat de Moldovan, acesta se explică prin proprietățile de pădure pe care descendenții familie Popp le-a avut în Munții Făgărașului (cu referire la Masivul Moldoveanu). Apelativul a fost adăugat ulterior, pentru a face diferență între familiile care purtau același nume.

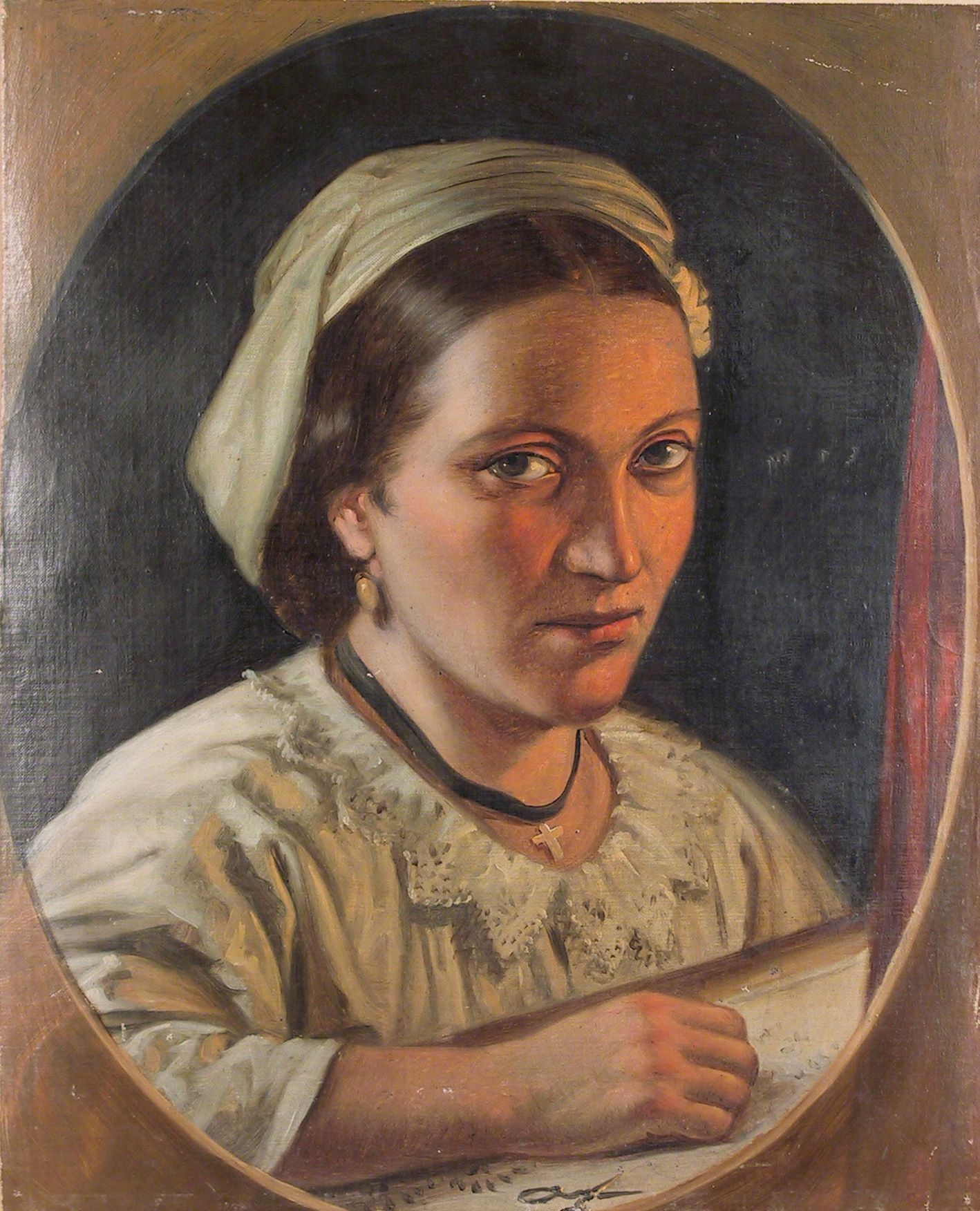
Elena Popp (n. Ivan)

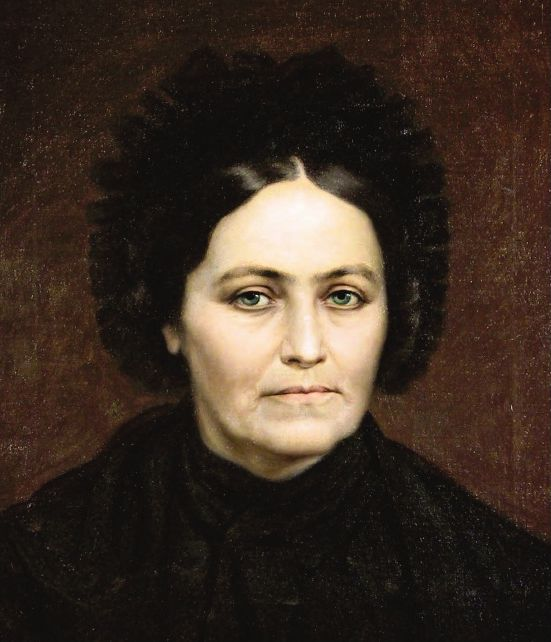
Elena Popp (n. Ivan)

Familia lui Ioan Popp făcea parte după toate posibilitățile din familiile de moșneni care au fost în trecut împroprietăriți de către voievozii Țării Făgărașului și, probabil era una din familiile de preoți de frunte din Galații Făgărașului. Principele ardelean Mihail Apafi I a emis o diplomă în data de 14 aprilie 1668 prin care a ridicat la rangul de nobil nu numai pe Ioan Popa (al Popi), preot român din Galați, ci și pe fii săi Ioan și Zaharia și pe fetele lui Bucura, Stanca și Ana. De fapt, pe toți urmașii acestora Mihai Apafi I i-a ridicat ca nobili, cu apelativul de Galați. Unul din urmașii acestora a fost Ioan Popp Moldovan de Galați și acesta a fost probabil descendent direct al acelui Ioan la care face referire diploma. Acest lucru, susține  Corneliu Comănescu în analiza pe care a făcut-o în Revista Țara Bârsei din anul 1932, a fost confirmat adesea de către membrii familiei prin  relatărilor lor în diverse ocazii. După spusele lor, Ioan Popp Moldoveanu s-a stabilit la începutul carierei în Făgăraș, acolo unde s-a și căsătorit cu Elena Ivan care era de origine făgărășeană. Ioan Popp a executat la început lucrări de sculptură și pictură ajutat de fiul său Nicolae, prin bisericiile românești, precum și lucrări comandate de persoane particulare sau oficialități din Făgăraș, unde era apreciat în mod deosebit. Așa cum afirmă Corneliu Comănescu, chiar dacă urme ale activității lui Ion Popp Moldovanu pe întinsul Țării Oltului nu s-au putut identifica științific, există credința că în multe din bisericile din Țara Făgărașului acesta ar fi realizat altare sau icoane sculptate și pictate. Faima lui și a familiei sale a făcut ca acesta să preia comenzi împreună cu Nicolae Popp, până în secuime chiar, precum și în bisericile romano-catolice ungurești din acea zonă.

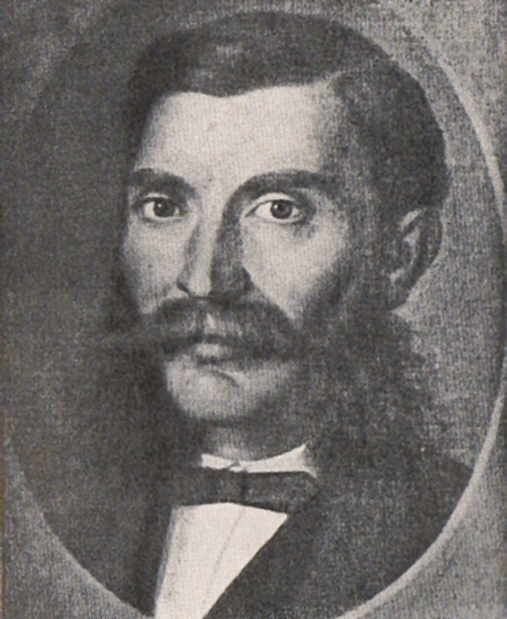
Ștefan Emilian

Ioan Popp și faima sa de zugrav de biserici și mare iconar, au făcut ca lucrările sale să-si depășească zona natală până pe Valea Someșului sau Gherla, unde s-a stabilit ulterior un nepot al acestuia. Din aceasta epocă datează patru schițe de amvoane, altare și ornamente care au ajuns în final exponate ale bibliotecii Asociațiunii pentru literatura română și cultura poporului român Astra din Brașov. Alte schițe, în număr 14 desene de altare, din care se remarcă altarul bisericii franciscane din Șumuleu Ciuc, altarul bisericii romano-catolice din Sântimbru Ciuc precum și un desen portret al unui demnitar bisericesc destinat se pare unei biserici romano-catolice, au fost făcute de către Nicolae Popp și au fost donate aceleiași biblioteci, de către un colecționar de artă. Unele dintre ele poartă semnăturile: nobilul Nicolae Popp, sculptor sau artist constructor de altare. Nicolae Popp a început să lucreze singur în perioada 1835 - 1854. Ambele colecții, ce numără un total de 18 lucrări, se regăsesc într-un album special, păstrat în anul 1932 în cadrul sălii de lectură a bibliotecii Astra din Brașov, care era la acea vreme era „garnisată” numai cu tablouri semnate de Mișu Popp.
Ca urmare a numeroaselor lucrări pe care Ioan Popp le-a contractat prin secuime și ținând cont de mijloacele de transport precare ale epocii, zugravul Ioan Popp a fost nevoit să părăsească Făgărașul cu întreaga familie, ce avea în componență la acea vreme pe soția sa și cinci copii și să se mute în Miercurea Ciuc. După un timp, s-a stabilit definitiv în preajma anului 1818 la Brașov. Ca argument al stabilirii sale la Brașov stă faptul că la data de 7 august 1829, Ioan Popp a adresat o scrisoare fiului său Constantin, în care a menționat faptul că se ocupa cu realizarea unui amvon la Biserica Sfânta Treime din Brașov-Tocile, biserica fiind de abia construită și finalizată cu trei ani înainte. În anul 1932, amvonul realizat la această biserică încă mai exista fără a se fi  deteriorat.
Ioan Popp a murit în anul 1869 la vârsta de 95 de ani, după doar 2 ani de la decesul soției sale, în locuința sa din Ulița Mare nr. 1443 din Brașov (astăzi strada Prundului nr. 1, colț cu strada Cimitirului). Locuința lui Ioan Popp a devenit ulterior proprietatea artistului Mihail (Mișu) Popp.
Alți cercetători au mai găsit unele mențiuni documentare referitoare la cununii și decese la biserica greco-catolică din Făgăraș (vezi referința). Trei zugravi cu numele de Pop, primul din altă familie, au semnat ansambluri murale în localități din jurul Sibiului și Făgărașului. Exemplul este Ion Pop din Făgăraș care a pictat în 1771 biserica din Cacova, Savu Pop la Mândra, Ion Pop din Ludișor a făcut frescele din Rucăr, pe Olt.